# Leonhard Mahlich
Leonhard Mahlich (* 13. Januar 1979 in Ost-Berlin) ist ein deutscher Synchron- und Hörspielsprecher.

## Leben
Mahlich wurde in Ost-Berlin geboren und ist der Sohn von Holger Mahlich und Micaëla Kreißler. Durch seine Eltern, die beide ebenfalls Schauspieler und Synchronsprecher sind, stand er bereits mit 5 Jahren am Mikrofon im Synchronatelier. Mahlich studierte Musik in Los Angeles am Musicians Institute und arbeitet auch als Autor von Musicals.
Im Jahr 2014 besetzte ihn Björn Schalla als die deutsche Stimme von Chris Pratt, den er seitdem spricht. Außerdem synchronisiert er die Schauspieler Liam Hemsworth, Kevin Hart und Adam DeVine und war bei H₂O – Plötzlich Meerjungfrau (als Lewis McCartney) und Baywatch – Die Rettungsschwimmer von Malibu (als Hobie Buchannon) zu hören.
Von 2006 bis 2016 war Mahlich als deutsche Stimme der Figur Shikamaru Nara in den beiden Naruto-Animes zu hören.

## Synchronrollen (Auswahl)
Chris Pratt
- 2014: Guardians of the Galaxy als Peter Quill / Star-Lord
- 2015: Jem and the Holograms als Chris Pratt
- 2015: Jurassic World als Owen Grady
- 2016: Die glorreichen Sieben als Josh Farraday
- 2017: Passengers als Jim Preston
- 2017: Guardians of the Galaxy Vol. 2 als Peter Quill / Star-Lord
- 2017: Mom als Nick Banaszak (Fernsehserie, Folge 77)
- 2018: Avengers: Infinity War als Peter Quill / Star-Lord
- 2018: Jurassic World: Das gefallene Königreich als Owen Grady
- 2019: Avengers: Endgame als Peter Quill / Star-Lord
- 2019: The Kid als Grant Cutler
- 2020: Onward: Keine halben Sachen als Barley Lightfoot
- 2021: The Tomorrow War als Dan
- 2022: Jurassic World: Ein neues Zeitalter als Owen Grady
- 2022: Thor: Love and Thunder als Peter Quill / Star-Lord
- 2022: The Guardians of the Galaxy Holiday Special als Peter Quill / Star-Lord
- 2023: Der Super Mario Bros. Film als Mario
- 2023: Guardians of the Galaxy Vol. 3 als Peter Quill / Star-Lord

Liam Hemsworth
- 2012: Die Tribute von Panem – The Hunger Games als Gale Hawthorne
- 2013: Empire State – Die Straßen von New York als Chris Potamitis
- 2013: Love and Honor – Liebe ist unbesiegbar als Micky Wright
- 2013: Paranoia – Riskantes Spiel als Adam Cassidy
- 2013: Die Tribute von Panem – Catching Fire als Gale Hawthorne
- 2014: Cut Bank – Kleine Morde unter Nachbarn als Dwayne MacLaren
- 2014: Die Tribute von Panem – Mockingjay Teil 1 als Gale Hawthorne
- 2015: The Dressmaker als Teddy McSwiney
- 2015: Die Tribute von Panem – Mockingjay Teil 2 als Gale Hawthorne
- 2016: Das Duell als David Kingston
- 2016: Independence Day: Wiederkehr als Jake Morrison
- 2019: Isn’t It Romantic als Blake
- 2019: Killerman als Moe

Kevin Hart
- 2014: Ride Along als Ben Barber
- 2016: Ride Along: Next Level Miami als Ben Barber
- 2016: Central Intelligence als Calvin Joyner
- 2017: Mein Bester & Ich als Dell Scott
- 2017: Jumanji: Willkommen im Dschungel als Moose Finbar
- 2018: Night School als Teddy Walker
- 2019: Kevin Hart erklärt die afroamerikanische Geschichte als Kevin Hart
- 2019: Fast & Furious: Hobbs & Shaw als Air Marshal Dinkley
- 2019: Jumanji: The Next Level als Moose Finbar

Jonathan Groff
- 2011–2013, 2018: Glee (Fernsehserie) als Jessie St. James
- 2013: Die Eiskönigin – Völlig unverfroren als Kristoff
- 2014: The Normal Heart als Craig Donner
- 2014–2016: Looking (Fernsehserie) als Patrick Murray
- 2017: Die Eiskönigin – Olaf taut auf als Kristoff
- 2019: Die Eiskönigin II als Kristoff

Josh Helman
- 2014: X-Men: Zukunft ist Vergangenheit als Major Bill Stryker
- 2015: Mad Max: Fury Road als Slit
- 2016: X-Men: Apocalypse als Major Bill Stryker

Bill Skarsgård
- 2017: Es als Pennywise
- 2019: Es – Kapitel 2 als Pennywise
- 2020: The Devil All the Time als Willard Russell

Charlie Day
- 2011: Kill the Boss als Dale Arbus
- 2013: Pacific Rim als Dr. Newton Geiszler

Adam Rodriguez
- 2012: Magic Mike als Tito
- 2015: Magic Mike XXL als Tito

Frédéric Chau
- 2014: Monsieur Claude und seine Töchter als Chao Ling
- 2019: Monsieur Claude 2 als Chao Ling
- 2019: Made in China als François
- 2021: Monsieur Claude und sein großes Fest als Chao Ling

Billy Magnussen
- 2014: Into the Woods als Rapunzels Prinz
- 2019: Aladdin als Prinz Anders
- 2021: James Bond 007: Keine Zeit zu sterben als Logan Ash

### Filme
- 2005: Deine, meine & unsere als Dylan North(Drake Bell)
- 2008: Slumdog Millionär als Salim Malik (Madhur Mittal)
- 2010: Little Ashes als Federico García Lorca (Javier Beltrán)
- 2011: Alles, was wir geben mussten als Tommy (Andrew Garfield)
- 2013: Lauf Junge lauf als Pawel (Lukasz Gajdzis)
- 2013: The Counselor als Tony (Toby Kebbell)
- 2013: Der Butler als Thomas Westfall (Alex Pettyfer)
- 2014: Rio 2 – Dschungelfieber als Roberto (Bruno Mars)
- 2014: Need for Speed als Darrel (Chillie Mo)
- 2015: Dating Queen als Aaron Conners (Bill Hader)
- 2015: Pitch Perfect 2 als Adam Levine (Adam Levine)
- 2016: Batman v Superman: Dawn of Justice als Lex Luthor (Jesse Eisenberg)
- 2016: Trolls als Guy Diamond (Kunal Nayyar)
- 2016: Why Him? als Tyson Modell (Adam DeVine)
- 2018: Bohemian Rhapsody als Paul Prenter (Allen Leech)
- 2019: Pokémon: Meisterdetektiv Pikachu als Sebastian (Omar Chaparro)
- 2019: The LEGO Movie 2 als Lex Luthor (Ike Barinholtz)
- 2019: Der König der Löwen als Antilope (Phil LaMarr)
- 2019: John Wick: Kapitel 3 als Earl (Tobias Segal)
- 2019: Alita: Battle Angel als Zapan (Ed Skrein)
- 2019: Angry Birds 2 – Der Film als Carl (Zach Woods)
- 2019: The Irishman als Chuckie O’Brien (Jesse Plemons)
- 2020: Underwater – Es ist erwacht als Smith (John Gallagher Jr.)
- 2020: Bad Boys for Life als Manny (DJ Khaled)
- 2020: Der Unsichtbare als Tom Griffin (Michael Dorman)
- 2020: Vergiftete Wahrheit als Bucky Bailey (William Bailey)
- 2021: Encanto als deutsche Gesangsstimme von Bruno Madrigal (John Leguizamo)

### Serien
- 1989–2001: Baywatch – Die Rettungsschwimmer von Malibu als Hobie Buchannon (1. Stimme) (Jeremy Jackson)
- 1989–1994: Babar der Elefantenkönig als Babar (Kind) (Gavin Magrath)
- 2001–2005: Kamikaze Kaito Jeanne als Yamato (Naozumi Takahashi)
- 2003–2006: Total Genial als Russell Skinner (Benjamin Schmideg)
- 2004: DearS als Takeya Ikuhara (Kishô Taniyama)
- 2004–2008: School Rumble als Haruki Hanai (Shinji Kawada)
- 2006–2010: H2O – Plötzlich Meerjungfrau als Lewis (Angus McLaren)
- 2006–2011: Galactik Football als D’Jok
- 2006–2016: Naruto & Naruto Shippuden als Shikamaru Nara (Shotaro Morikubo)
- 2008–2011: Zack & Cody an Bord als Sean Kingston (er selbst)
- 2008–2009: Sons of Anarchy als Kip „Half Sack“ Epps (Johnny Lewis)
- 2009–2011: Sea Patrol als Leo Kosov-Meyer (Nikolai Nikolaeff)
- 2009–2011: V – Die Besucher als Tyler Evans (Logan Huffman)
- 2009–2012: Chuggington – die Loks sind los! als Eddie (Sacha Dhawan)
- 2010–2013: Dance Academy – Tanz deinen Traum! als Christian Reed (Jordan Rodrigues)
- 2010–2017: Pretty Little Liars als Caleb Rivers (Tyler Blackburn)
- 2011–2014: Hunter X Hunter als Kanzai
- 2012–2013: Misfits als Alex
- 2012–2015: D.Gray-man als Allen (Sanae Kobayashi)
- 2012–2017: Girls als "Desi" (Ebon Moss-Bachrach)
- 2012–2023: Der junge Inspektor Morse als Dr. Max DeBryn (James Bradshaw)
- 2013: Nikita als Seymour Birkhof (Aaron Stanford)
- 2013: Brooklyn Nine-Nine als Dustin Whitman (Scott Mescudi)
- 2014 Shameless als Robbie Pratt (Nick Gehlfluss)
- 2014–2018: Scorpion als Silvester Dodd (Ari Stidham)
- 2015: Once Upon a Time – Es war einmal … als Kristoff (Scott Michael Foster)
- 2015–2020: Navy CIS: New Orleans als Christopher LaSalle (Lucas Black)
- seit 2016: Chicago Med als Will Halstead (Nick Gehlfuss)
- 2016–2022: Atlanta als Earn (Donald Glover)
- 2017–2019: The Tick als Derek (Bryan Greenberg)
- 2018–2021: The Hunter als Giovanni Brusca (Edoardo Pesce)
- 2019–2021: Haus des Geldes als Martín alias Palermo (Rodrigo de la Serna)
- 2019, 2021–2022: Cobra Kai als Raymond/„Stingray“ (Paul Walter Hauser)
- seit 2019: Mr. Iglesias als Gabriel Iglesias (Gabriel Iglesias)
- seit 2019: Trailer Park Boys: The Animated Series als Rick Lafleur
- 2020: Treadstone als Doug McKenna (Brian J. Smith)
- 2020–2022: Star Trek: Picard als Cristóbal „Chris“ Rios (Santiago Cabrera)
- 2020: Hunters als Lonny Flash (Josh Radnor)
- 2021–2022: Wer hat Sara ermordet? als Rodolfo Lazcano (Alejandro Nones)
- 2021: What If…? als Peter Quill (Brian T. Delaney)
- 2021: JoJo’s Bizarre Adventure als Joseph Joestar (Tomokazu Sugita)
- seit 2021: Ginny & Georgia als Privatdetektiv Gabriel Cordova (Alex Mallari junior)
- 2022: Der Herr der Ringe: Die Ringe der Macht als Elrond (Robert Aramayo)
- 2022: The Tourist – Duell im Outback als Arlo Dobson (David Collins)
- 2023: Die goldene Stunde als Marik (Nasrdin Dchar)
- seit 2024: Navy CIS als Curtis Hubley (J. Claude Deering)

### Computerspiele
- 2011: The Elder Scrolls V: Skyrim (Diverse Rollen)
- 2016: Overwatch als Lúcio
- 2018: Kingdom Come: Deliverance als Heinrich
- 2025: Kingdom Come: Deliverance II als Heinrich

## Hörspiele (Auswahl)
- 1989: Wendy (Folge 1) als Olli
- 1990: Die drei ??? (Folge 49) als Junge
- 1995: TKKG (Folge 92) als Dieter Doppelstock
- 1996: TKKG (Folge 98) als Michi
- 2000: TKKG (Folge 119) als Klaus
- 2003: TKKG (Folge 139) als Detlev Rattig
- 2009: Die drei !!! (Folge 3) als Ben
- 2010: Die drei !!! (Folge 6) als Thomas Niedlich
- 2011:  Teufelskicker (Folge 30) als Leonard
- 2011: Die drei ??? (Folge 145) als Sean Doherty
- 2012: Die drei ??? (Folge 154) als Jack
- 2012: Die drei !!! (Folge 17) als Moritz
- 2012: TKKG (Folge 176) als Lars Öckeltorf
- 2013: Sebastian Fitzek & Johanna Steiner: Amokspiel (Audible-Hörspiel)
- 2020: Onward: Keine halben Sachen – Das Original-Hörspiel zum Film, Disney (Kiddinx)